# Videnrådgivning
Videnrådgivning er at udvikle, levere og formidle viden og ny forskning til løsninger i form af services, rådgivning og teknologi. Videnrådgivervirksomheder er repræsenteret af branchefælleskabet DI Videnrådgiverne.
En medarbejder i en videnrådgivervirksomhed har typisk gennemført en lang videregående uddannelse. Over 80 pct. af de ansatte i branchen er højtuddannede.
Under videnrådgivning hører IT-rådgivning, Reklame, PR og kommunikation, Rådgivende ingeniører, Forskning og udvikling, IPR og patenter, Produktudvikling og teknologirådgivning, Design og formgivning, Managementkonsulenter, Computerprogrammering og webservices, Sikkerhedssystemer, HR og kompetenceudvikling, Rekruttering og personaleformidling, Meningsmålinger og markedsanalyse, Advokater og GTS.
| Job | Spire Denne artikel om et job eller en stillingsbetegnelse er en spire som bør udbygges. Du er velkommen til at hjælpe Wikipedia ved at udvide den. |